# Свилар, Ратко
Ратко Свилар (серб. Ратко Свилар; 6 мая 1950, Црвенка) — югославский футболист, вратарь. Играл за сборную Югославии. Известен по выступлениям за бельгийский «Антверпен», за который играл 16 лет и провёл в его составе более двухсот матчей. После завершения карьеры он неоднократно возглавлял этот клуб, а также являлся помощником тренера.

## Карьера
Родился в Црвенке, Югославия. После игры за одноимённую команду города, в 1973 году Свилар переходит в «Войводину». Сыграв за сербскую команду более двухсот матчей, он пополнил ряды «Антверпен» в ноябре 1980. Свилар играл за эту бельгийскую команду следующие шестнадцать лет, а в сезоне 1991/92 помог клубу финишировать на пятом мест в чемпионате и выиграть кубок.
Он играл до 46-летнего возраста, а затем работал в клубе. На международной арене Свилар играл за Югославию и числился в заявке команды на чемпионате мира 1982 года, но на поле так и не вышел. Дебютировал за национальную команду 25 сентября 1976 в матче против Италии.
После игровой карьеры Свилар долгое время работал в системе «Антверпена», в том числе был главным тренером команды. В 2009 году с ним произошёл несчастный случай при приготовлении барбекю, чуть не окончившийся летальным исходом.

## Личная жизнь
Сын Ратко, Миле — тоже футбольный вратарь.